# Negòtino
Negòtino (macedònic: Неготино) és una municipalitat a l'est de Macedònia del Nord. Negòtino també és el nom de la vila on hi ha la seu municipal.
El municipi limita amb Xtip al nord, Konče i Demir Kapija a l'est, Gradsko i Rosoman a l'oest i Kavadarci al sud.

## Demografia
Segons el cens macedoni del 2002, el municipi té una població de 19 212 habitants, amb una densitat de 45,05 habitants/km². En el cens del 1994 tenia 18 341 persones vivint al municipi.
EL municipi té 19 centres habitats.